# 1000 fryd
1000 fryd er en dansk kortfilm fra 1967 med instruktion og manuskript af Finn Karlsson.

## Handling
En novellefilm om de nære ting eller en ung mands drømmerier og refleksioner over et billede af en covergirl, der viser sig at være hans nabo.